# Leptotarsus millotianus
Leptotarsus millotianus är en tvåvingeart som först beskrevs av Alexander 1958.  Leptotarsus millotianus ingår i släktet Leptotarsus och familjen storharkrankar.
Artens utbredningsområde är Madagaskar. Inga underarter finns listade i Catalogue of Life.